# Carlo Arienti
Carlo Arienti (Arcore, 21 luglio 1801 – Bologna, 21 marzo 1873) è stato un pittore italiano.

## Biografia
Nato ad Arcore nel 1801 da Gaetano, direttore botanico dei giardini di Mantova, Carlo si dedica presto alla riproduzione delle opere quotidianamente osservate a Palazzo Ducale e di Palazzo Te.
Rimasto orfano di padre a tredici anni e rimasto in condizioni di indigenza, si trasferisce a Milano e si iscrive all'Accademia di Belle Arti di Brera, dove segue i corsi del neoclassicista Luigi Sabatelli e dello scultore Camillo Pacetti e provvede al sostentamento della famiglia eseguendo disegni ed incisioni per privati; nel 1823 esordisce all'Esposizione con Temistocle che chiede ospitalità e l’anno seguente presenta Oreste che si palesa alla sorella Elettra.
Grazie all'aiuto economico di un amico paterno, dal 1824 prosegue il perfezionamento artistico presso l'Accademia di San Luca di Roma, dove convive con l'amico Carlo d'Arco e vi risiede fino al 1829, anno nel quale torna a Milano ed espone a Brera sei ritratti, fra i quali Maddalena penitente.
Nel 1831 realizza l'apprezzato Ritratto di Vincenzo Bellini, che gli vale l'affidamento su commissione di altri quadri storici da parte di famiglie nobili e alto borghesi lombarde, come i Belgioioso, i Morbio e i Porro Schiaffinati.
In seguito partecipa alle esposizioni del 1832 con La morte di Barnabò Visconti e Ildegonda che ascolta il canto di Rizzardo, nel 1833 con Beatrice di Tenda e Orombello e Ettore Fieramosca che si assenta da Ginevra, l’anno seguente con Morte di Giovanni Maria Visconti e II conte Alfonso Porro Schiaffinati in abito da cacciatore, nel 1836 con l'apprezzato Episodio del Diluvio Universale, nel 1837 con La congiura dei Pazzi, commissionata dal conte Porro Schiaffinati e che suscita importanti consensi di pubblico e critica, Egisto che porge a Clitenestra il coltello parricida e nel 1840 con Parisina, opera riconosciuta come fulcro dell'Esposizione insieme al celebre I due Foscari di Francesco Hayez.
In questo periodo viene chiamato dal cavalier Londonio, presidente dell'Accademia di Brera, a sostituire per tre anni il maestro Sabatelli, impegnato negli affreschi di Palazzo Pitti, alla cattedra di pittura di Brera; in questo periodo, seppur affranto per la morte della moglie, trova notorietà e stabilità economica grazie all'apprezzato La strage degli innocenti realizzato per Ferdinando I d'Austria e, su commissione del re Carlo Alberto, per Amedeo VIII nell'atto di far vedere alla principessa Maria sua figlia la lettera che il Duca di Milano gli inviava domandandola in isposa, opera che gli vale nel 1843 la chiamata per una cattedra all'Accademia Albertina di Torino e viene esposta a Brera nel 1850. 

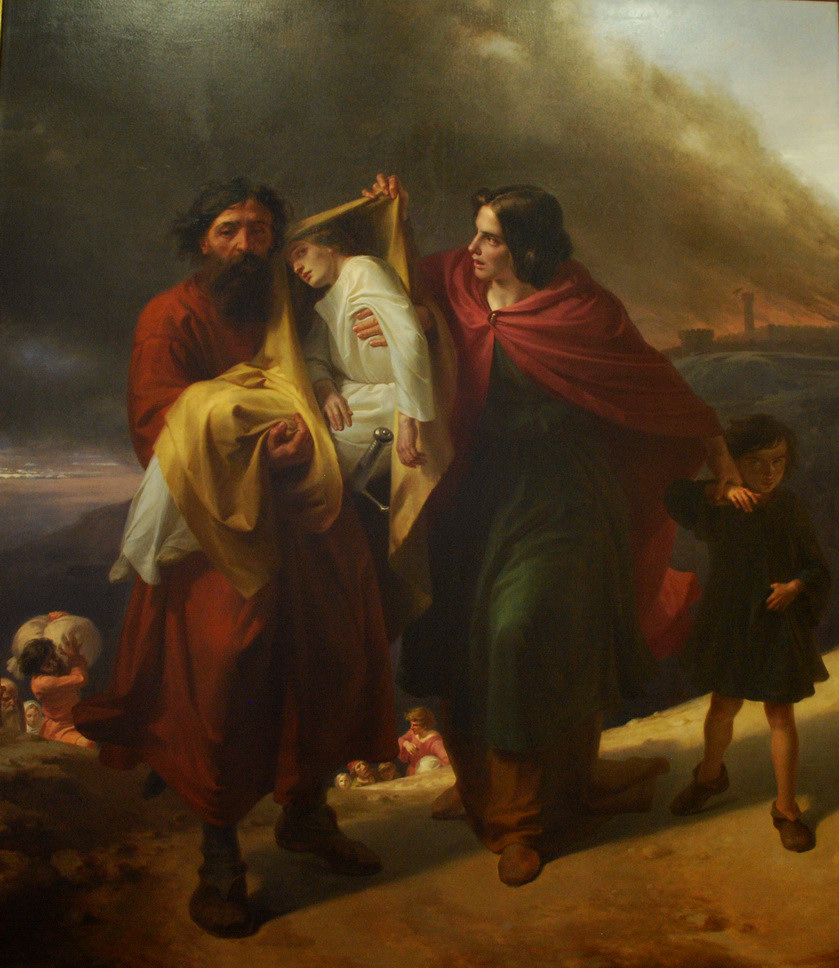
I profughi di Tortona, 1843-1854

Nel 1853 partecipa a Brera con Gli augioli del Calvario, nel 1855 è all'Esposizione Universale di Parigi con La congiura dei Pazzi, mentre nello stesso anno realizza ancona su commissione del re Carlo Alberto il noto Cacciata del Barbarossa da Alessandria, chiara opera antiaustriaca dove ritrae sé stesso nella figura dell'eroe alessandrino Galiano Aulari. 
(Cesare Balbo da Storia e letteratura. Prose di Giuseppe Regaldi, Vigo, Livorno, 1879, p. 24)
L'impegno patriottico sfocia nell'adesione alla Società Nazionale Italiana fondata da Daniele Manin, che si pone come obiettivo l'indipendenza e l'unificazione dell'Italia e alla quale offre in dono la tela La Lombardia che implora soccorso dal Piemonte, la cui vendita contribuì all'acquisto di fucili per le guerre d'indipendenza.
Insignito nel 1859 del titolo di commendatore dei Santi Maurizio e Lazzaro, riceve commissioni dal re Vittorio Emanuele II per La barca di Caronte e I Comaschi alla Lega Lombarda.
A seguito di uno scontro col marchese di Breme, presidente dell'Accademia, che per esautorarlo gli affianca il collega Giovanni Marghinotti,  nel 1860 si trasferisce a Modena e poi a Bologna, dove viene nominato presidente della locale Accademia di belle arti fino al 1871 ed è maestro, tra gli altri, di Enrico Gamba, Bartolomeo Giuliano, Giuseppe Costa, Lorenzo Delleani,
Costantino Sereno, Giulio Arienta, Paolo Fagnani, Felice Barucco.
Dal 1869 è nominato commissario artistico per il concorso nazionale ma, colpito da ictus e costretto alla paralisi, riduce l'impegno accademico e lascia incompiuta l'imponente tela L'origine della Lega Lombarda.
Nel 1871 viene coinvolto, unitamente ai suoi assistenti Salvino Salvini e Cesare Masini, in un'indagine per irregolarità in un concorso di ammissione ed è sostituito alla direzione dell'Accademia da Jean Louis Protche.
Muore a Bologna il 21 marzo 1873; viene sepolto nella Sala del Colombario del Cimitero della Certosa di Bologna, al fianco della seconda moglie Lorenzina Pisani, dove viene ricordato da una stele realizzata dallo scultore Enrico Barberi su modello di Massimiliano Putti.

## Stile
(L'arte della stampa, Anno IV, Firenze 1872, p. 82)

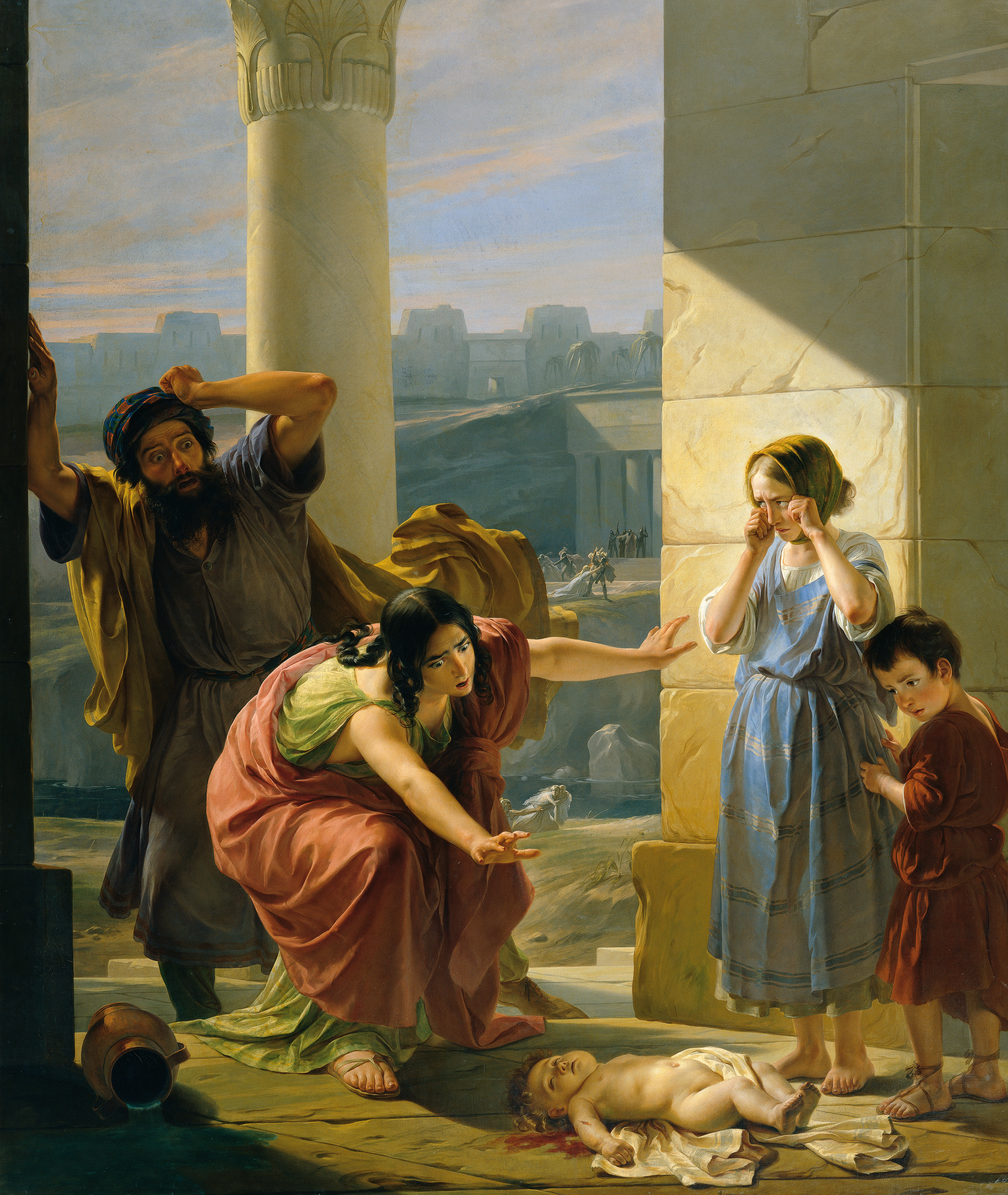
Il massacro degli innocenti, 1842 ca.

Figura preminente del Romanticismo storico milanese, al pari di Hayez, la sua formazione si poggia sui canoni neoclassici trasmessi dal maestro Sabatelli, tramutandosi poi in uno stile proprio e distintivo, influenzato dallo studio delle opere rinascimentali di Giulio Romano e Raffaello, della Scuola Veneta e del russo Karl Brjullov, particolarmente evidente in Episodio del Diluvio Universale e in Una scena della congiura dei Pazzi.
(L'arte in Italia, con riferimento a Una scena della congiura dei Pazzi, Bona, Torino, Anno V, numero 1, 1873, pp.46)
Focalizzato in prevalenza su soggetti storico-letterari, l'originalità di Arienti si evidenzia nell'impianto realistico, in particolare nella riproduzione nei volti di derivazione fotografica, approccio innovativo rispetto ai contemporanei, nel forte utilizzo di chiaroscuri e di colori accesi, evidenti nella sua opera più apprezzata La cacciata dell'Imperatore Barbarossa da Alessandria.
(C. Rovere con riferimento a La cacciata dell'Imperatore Barbarossa da Alessandria, Descrizione del Reale Palazzo di Torino, Torino 1858, p. 119)
L'ultimo decennio della sua attività è caratterizzato da polemiche contro la tradizione accademica e dalla sua incapacità di uniformarsi alle novità artistiche e alle avanguardie che si stanno affermando e rinnovando il panorama artistico europeo.

## Opere principali

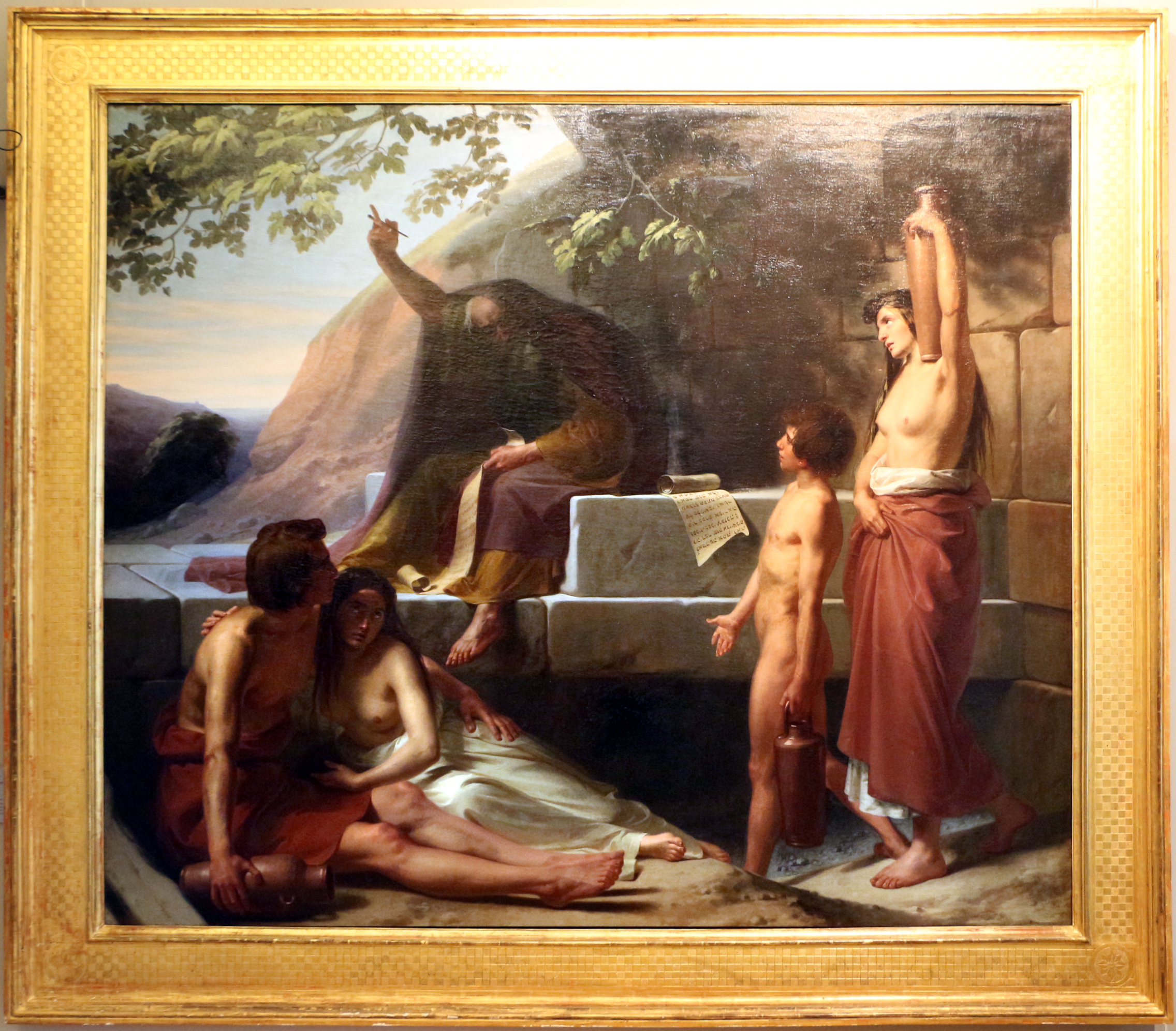
Un profeta predice l'avvenire di un popolo, 1858-60 ca.

- Autoritratto in un gruppo di giovani pittori (1826), olio su tela, collezione privata;
- Gentildonna milanese (1829), olio su tela, Galleria d'Arte Moderna, Milano[12];
- Scena di vita romana (1830), olio su tela, Accademia Carrara, Bergamo[13];
- Beatrice Tenda con un vecchio Solitario nel momento che Ode lontano il canto d'Orombello (1830), olio su tela, collezione privata;
- Ritratto di Vincenzo Bellini (1831), olio su tela, Conservatorio di Napoli;
- La donna greca (1833), olio su tela, collezione privata;
- Una scena della congiura dei Pazzi (1837), olio su tela, collezione privata[14];
- La strage degli innocenti (1840), olio su tela, collezione privata;
- Amedeo VIII nell'atto di far vedere alla principessa Maria la lettera in cui il Duca di Milano la chiede in sposa (1841), olio su tela, Musei Reali di Torino;
- Pia dei Tolomei (1843-1854), olio su tela, Galleria d'Arte Moderna, Torino;
- I profughi di Tortona (1843-1854), olio su tela, Galleria d'Arte Moderna, Torino;
- Amedeo VIII nell'atto di far vedere alla principessa Maria sua figlia la lettera che il Duca di Milano gli inviava domandandola in isposa (1843), olio su tela, Basilica di Superga, Torino;
- Cacciata del Barbarossa (1848-1851), olio su tela, Palazzo Reale di Torino;
- La cacciata dell'imperatore Barbarossa da Alessandria (1848-1851), olio su tela, Palazzo Chiablese, Torino[15];
- Episodio della persecuzione dei martiri cristiani (1848), olio su tela, collezione privata;
- Paolo e Francesca (1850), olio su tela, collezione privata;
- Un profeta predice l'avvenire di un popolo (1850-1855), olio su tela, Galleria d'arte moderna, Genova[16];
- Bice del Balzo ritrovata da Marco Visconti nel sotterraneo del Castello di Rosate (1850-1860), olio su tela, comune di Rosate;
- Gli angeli del Calvario (1853), olio su tela, Pinacoteca Malaspina, Pavia[17];
- Autoritratto (1860), olio su tela, Pinacoteca nazionale di Bologna;
- Ritratto di Vittorio Emanuele II (1861), olio su tela, Museo del Risorgimento, Bologna;
- La barca di Caronte (1861), olio su tela, Palazzo del Quirinale, Roma;
- I comaschi della Lega lombarda (1867), olio su tela, Pinacoteca nazionale di Bologna;
- L'origine della lega lombarda (1867), olio su tela, Camera dei Deputati, Roma[18];